# Miriam Audrey Hannah
Miriam Audrey Hannah (* 4. Mai 1982 in Saarbrücken) ist eine deutsch-kanadische Moderatorin und ehemalige Popsängerin.

## Biografie
Miriam Hannah studierte Musik und schloss eine Ballettausbildung ab. Bereits während ihrer Schulzeit arbeitete sie als Moderatorin für den Saarländischen Rundfunk. Ihre besonderen Interessen liegen auf den Gebieten Musical, Jazz, Pop und Soul.
Bereits als 17-Jährige hatte Miriam Hannah als Audrey Hannah mit ihrer Debütsingle It’s December (And I’ll Be Missing You) einen Hit, der seither immer wieder zur Weihnachtszeit gespielt wird. Weitere Singles waren Waiting for … (Serenade of Love) (2000) und Liquid Touch (2002).
2004 wurde Hannah Tanzlehrerin in einer Tanzschule in Saarbrücken. Seit 2011 arbeitet sie als Radiomoderatorin, ehemals bei BigFM und heute bei RPR1.

Seit dem 29. Juli 2017 moderiert sie die Ziehung der Lottozahlen im Wechsel mit Chris Fleischhauer.

## Diskografie
Singles
- 1999: It’s December (And I’ll Be Missing You)
- 2000: Waiting for … (Serenade of Love)
- 2002: Liquid Touch